# Liste des routes nationales de la Norvège
Cet article est une liste des routes nationales en Norvège

## Description
Le 1er janvier 2010, la plupart des routes nationales qui n'étaient pas des routes nationales (appelées autres routes nationales) ont été transférées à la région (comté) et sont devenues des routes régionales.
En Norvège, les routes européennes sont également comptées comme routes nationales et leurs numéros sont utilisés, tout comme en Suède et au Danemark, comme numéros de routes nationales.

## Routes européennes
| Signe | Nom                  | Trajet                                                        | Comté                                                                    |
| ----- | -------------------- | ------------------------------------------------------------- | ------------------------------------------------------------------------ |
| E6    | Route européenne 6   | Pont de Svinesund - Kirkenes                                  | Østfold, Akershus, Oslo, Innlandet, Trøndelag, Nordland, Troms, Finnmark |
| E8    | Route européenne 8   | Aéroport de Tromsø - Frontière avec la Finlande à Kilpisjärvi | Troms                                                                    |
| E10   | Route européenne 10  | Å - Frontière avec la Suède à Bjørnfjell                      | Nordland, Troms                                                          |
| E12   | Route européenne 12  | Mo i Rana - Frontière avec la Suède à Umbukta                 | Nordland                                                                 |
| E14   | Route européenne 14  | Stjørdalshalsen (E6) - Frontière avec la Suède à Storlien     | Trøndelag                                                                |
| E16   | Route européenne 16  | Bergen (E39) - Frontière avec la Suède à Riksåsen             | Vestland, Innlandet, Buskerud, Akershus                                  |
| E18   | Route européenne 18  | Kristiansand (E39) - Frontière avec la Suède à Ørje           | Agder, Telemark, Vestfold, Buskerud, Buskerud, Akershus, Østfold         |
| E39   | Route européenne 39  | Klett (E6) - Kristiansand                                     | Trøndelag, Møre og Romsdal, Vestland, Rogaland, Agder                    |
| E45   | Route européenne 45  | Alta - Frontière avec la Finlande à Kivilompolo               | Finnmark                                                                 |
| E69   | Route européenne 69  | Nordkapp - Olderfjord (E6)                                    | Finnmark                                                                 |
| E75   | Route européenne 75  | Vardø - Frontière avec la Finlande à Utsjoki                  | Finnmark                                                                 |
| E105  | Route européenne 105 | Bjørkheim (E6) - Frontière avec la Russie à Storskog          | Finnmark                                                                 |
| E134  | Route européenne 134 | Aéroport de Haugesund - Vassum (E18)                          | Rogaland, Vestland, Telemark, Buskerud, Akershus                         |
| E136  | Route européenne 136 | Ålesund - Dombås (E6)                                         | Møre og Romsdal, Innlandet                                               |

## Routes principales
| Signe | Nom                 | Trajet                                                                                                  | Comté                      |
| ----- | ------------------- | --- | -------------------------- |
|       | Route nationale 2   | Elverum - Frontière entre la Norvège et la Suède à Svinesund                                            | Innlandet                  |
|       | Route nationale 3   | Ulsberg (no) - Sørbygdafeltet (no)                                                                      | Innlandet, Trøndelag       |
|       | Route nationale 4   | Sinsen, Oslo - Gjøvik (E6)                                                                              | Oslo, Akershus, Innlandet  |
|       | Route nationale 5   | Lærdal - Florø                                                                                          | Vestland                   |
|       | Route nationale 7   | Hønefoss - Hardangerbron                                                                                | Buskerud, Vestland         |
|       | Route nationale 9   | Kristiansand - Haukeli (en)                                                                             | Agder, Telemark            |
|       | Route nationale 13  | Stavanger - Sogndalsfjøra (en)                                                                          | Rogaland, Vestland         |
|       | Route nationale 15  | Otta (E6) - Måløy                                                                                       | Innlandet, Vestland        |
|       | Route nationale 19  | Patterød, Moss (E6) - Undrumsdal (E18)                                                                  | Østfold, Vestfold          |
|       | Route nationale 22  | Øra, Fredrikstad - Hvam (E6)                                                                            | Østfold, Akershus          |
|       | Route nationale 25  | Hamar - Frontière entre la Norvège et la Suède à Bergulvkjølen                                          | Innlandet                  |
|       | Route nationale 36  | Skjelsvik (E18) - Seljord (E134)                                                                        | Telemark                   |
|       | Route nationale 41  | Brunkeberg (en) - Kristiansand                                                                          | Agder, Telemark            |
|       | Route nationale 52  | Gol - Borlaug (E16)                                                                                     | Buskerud, Vestland         |
|       | Route nationale 70  | Oppdal (E6) - Kristiansund                                                                              | Trøndelag, Møre og Romsdal |
|       | Route nationale 73  | Trofors (E6) - Frontière entre la Norvège et la Suède à Krutvatn                                        | Nordland                   |
|       | Route nationale 77  | Storjord (E6) - Frontière entre la Norvège et la Suède à Graddis                                        | Nordland                   |
|       | Route nationale 80  | Fauske (E6) - Aéroport de Bodø                                                                          | Nordland                   |
|       | Route nationale 83  | Tjeldsundsbron (E10) - Harstad                                                                          | Troms                      |
|       | Route nationale 85  | Bognes (E6) - Sortland                                                                                  | Nordland, Troms            |
|       | Route nationale 92  | Neiden (en) - Frontière entre la Finlande et la Norvège à Neiden (en) et à Karigasniemi - Gievdneguoika | Finnmark                   |
|       | Route nationale 94  | Skaidi (E6) - Hammerfest                                                                                | Finnmark                   |
|       | Route nationale 150 | Hovin, Oslo (E6) - Lysaker (E18)                                                                        | Oslo, Akershus             |
|       | Route nationale 159 | Karihaugen, Oslo (E6) - Lillestrøm                                                                      | Oslo, Akershus             |
|       | Route nationale 162 | Grønlia (no), Oslo (E6/E18) - Filipstad (no), Oslo (E18)                                                | Oslo                       |
|       | Route nationale 163 | Økern, Oslo - Robsrud                                                                                   | Oslo, Akershus             |
|       | Route nationale 350 | Hokksund (E134) - Hønefoss (E16)                                                                        | Buskerud                   |
|       | Route nationale 555 | Bergen (E39) - Beinastaden                                                                              | Vestland                   |
|       | Route nationale 651 | Hjelle (E39) - Volda (E39)                                                                              | Vestland, Møre og Romsdal  |
|       | Route nationale 827 | Sommarsel (E6) - Sætran (E6)                                                                            | Nordland                   |

## Routes de liaison
| Signe | Nom                 | Trajet                                                         | Comté           |
| ----- | ------------------- | -------------------------------------------------------------- | --------------- |
|       | Route nationale 110 | Karlshus (no) (E6) – Fredrikstad                               | Østfold         |
|       | Route nationale 191 | Trosterud, Oslo (E6) – Veitvet, Oslo                           | Oslo            |
|       | Route nationale 204 | Svinesundsparken (E6) - Halden                                 | Østfold         |
|       | Route nationale 226 | Kjeller - Skedsmovollen (E6)                                   | Akershus        |
|       | Route nationale 291 | Bangeløkka, Drammen (E18/E134) - Brakerøya, Drammen (E18/E134) | Buskerud        |
|       | Route nationale 354 | Rugtvedt (E18) - Kjørholt (E18)                                | Telemark        |
|       | Route nationale 400 | Larvik - Bommestad (E18)                                       | Vestfold        |
|       | Route nationale 426 | Krossmoen (E39) – Gare d'Egersund                              | Rogaland        |
|       | Route nationale 444 | Skjæveland - Sandnes (E39)                                     | Rogaland        |
|       | Route nationale 509 | Forus (E39) – Sunde                                            | Rogaland        |
|       | Route nationale 580 | Nordås (E39) – Aéroport de Bergen                              | Vestland        |
|       | Route nationale 658 | Ålesund (E136) – Aéroport d'Ålesund                            | Møre og Romsdal |
|       | Route nationale 706 | Kroppan, Trondheim (E6) - Rotvoll, Trondheim (E6)              | Trøndelag       |

## Routes touristiques
| Signe | Nom                 | Trajet                     | Comté                   |
| ----- | ------------------- | -------------------------- | ----------------------- |
| 17    | Route régionale 17  | Steinkjer - Bodø           | Nordland                |
| 63    | Route régionale 63  | Åndalsnes - Langevatn      | Møre og Romsdal Oppland |
| 64    | Route régionale 64  | Kristiansund - Åndalsnes   | Møre og Romsdal         |
| 167   | Route régionale 167 | Asker - Røyken             | Akershus Buskerud       |
| 172   | Route régionale 172 | Fet - Sørum                | Akershus                |
| 175   | Route régionale 175 | Kongsvinger - Sørum        | Hedmark Akershus        |
| 181   | Route régionale 181 | Eidsvoll - Nord-Odal       | Hedmark Akershus        |
| 206   | Route régionale 206 | Flisa - Frontière suédoise | Hedmark                 |
| 235   | Route régionale 235 | Bud - Fræna                | Møre og Romsdal         |
| 238   | Route régionale 238 | Nerland - Fræna            | Møre og Romsdal         |
| 243   | Route régionale 243 | Hedalen - Sør-Aurdal       | Buskerud Oppland        |
| 663   | Route régionale 663 | Fræna - Eide               | Møre og Romsdal         |

## Voir  aussi